# 尤拉克馬約河

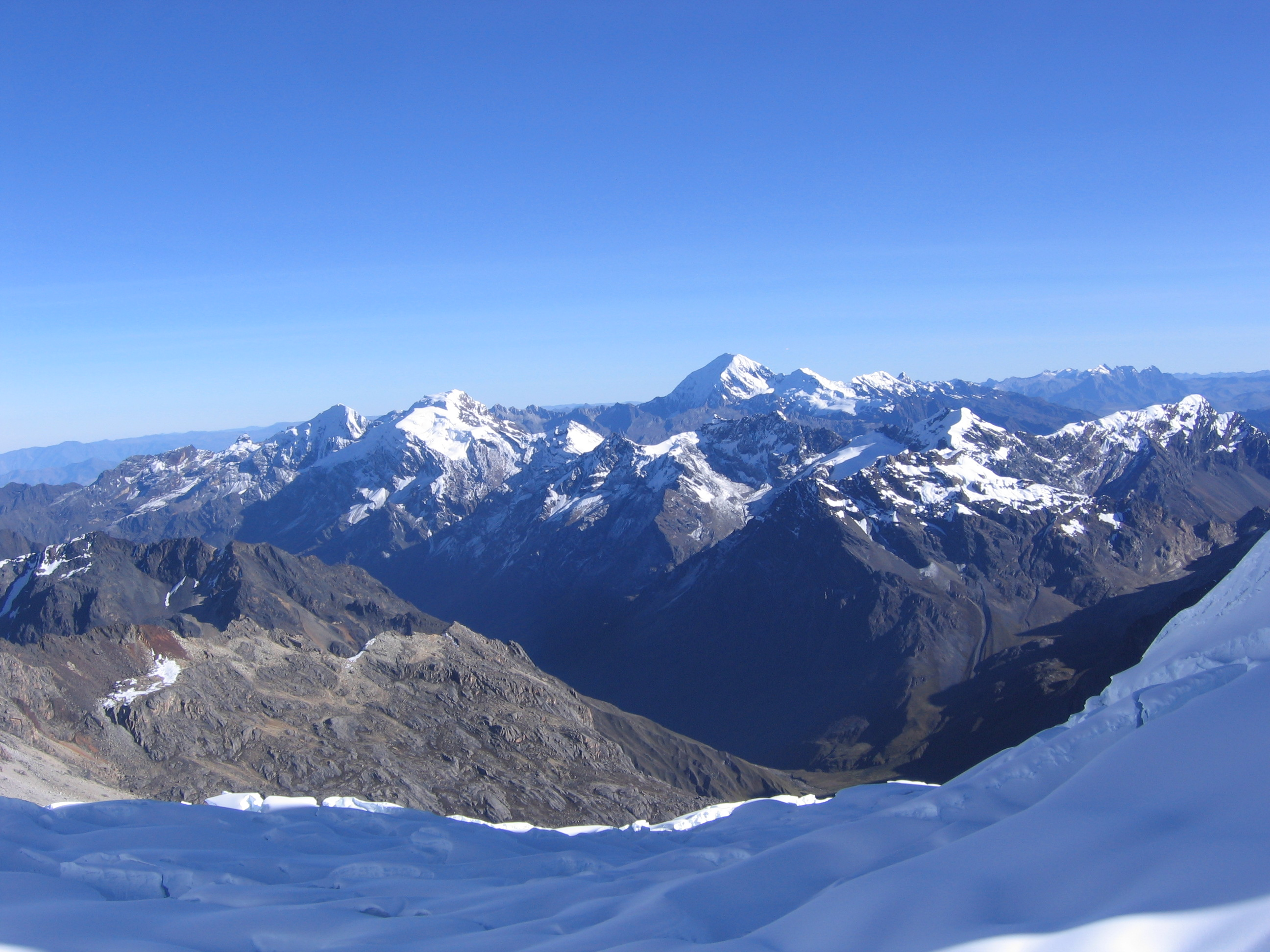

尤拉克馬約河（Santa Cruz Creek），是秘魯的河流，位於該國北部安卡什大區，屬於桑塔河的右支流，該河流發源自布蘭卡山脈的陶利科查湖附近。